# Wired Equivalent Privacy
Wired Equivalent Privacy (WEP), en español «Privacidad equivalente a cableado», es el sistema de cifrado incluido en el estándar IEEE 802.11 como protocolo permite  cifrar la información que se transmite. Proporciona un cifrado a nivel 2, basado en el algoritmo de cifrado RC4 que utiliza claves de 64 bits (40 bits más 24 bits del vector de iniciación IV) o de 128 bits (104 bits más 24 bits del IV). Los mensajes de difusión de las redes inalámbricas se transmiten por ondas de radio, lo que los hace más susceptibles, frente a las redes cableadas, de ser captados con relativa facilidad. Presentado en 1999, el sistema WEP fue pensado para proporcionar una confidencialidad comparable a la de una red tradicional cableada.
Comenzando en 2001, varias debilidades serias fueron identificadas por analistas criptográficos. Como consecuencia, hoy en día una protección WEP puede ser violada con software fácilmente accesible en pocos minutos. Unos meses más tarde el IEEE creó la nueva corrección de seguridad 802.11i para neutralizar los problemas. Hacia 2003, la Wi-Fi Alliance anunció que WEP había sido reemplazado por Wi-Fi Protected Access (WPA). Finalmente en 2004, con la ratificación del estándar completo 802.11i (conocido como WPA2), el IEEE declaró que tanto WEP-40 como WEP-104 fueron revocados por presentar fallos en su propósito de ofrecer seguridad. A pesar de sus debilidades, WEP sigue siendo utilizado, ya que es a menudo la primera opción de seguridad que se presenta a los usuarios por las herramientas de configuración de los routers aun cuando solo proporciona un nivel de seguridad que puede disuadir del uso sin autorización de una red privada, pero sin proporcionar verdadera protección. Fue desaprobado como un mecanismo de privacidad inalámbrico en 2004, pero todavía está documentado en el estándar actual.
WEP es a veces interpretado erróneamente como Wireless Encryption Protocol.

## Detalles del cifrado
WEP fue incluido como el método para asegurar la privacidad del estándar original IEEE 802.11 ratificado en septiembre de 1999. WEP usa el algoritmo de cifrado RC4 para la confidencialidad, mientras que el CRC-32 proporciona la integridad.
El RC4 funciona expandiendo una semilla ("seed" en inglés) para generar una secuencia de números pseudoaleatorios de mayor tamaño. Esta secuencia de números se unifica con el mensaje mediante una operación XOR para obtener un mensaje cifrado. Uno de los problemas de este tipo de algoritmos de cifrado es que no se debe usar la misma semilla para cifrar dos mensajes diferentes, ya que obtener la clave sería trivial a partir de los dos textos cifrados resultantes. Para evitar esto, WEP especifica un vector de iniciación (IV) de 24 bits que se modifica regularmente y se concatena a la contraseña (a través de esta concatenación se genera la semilla que sirve de entrada al algoritmo).
El estándar WEP de 64 bits usa una llave de 40 bits (también conocido como WEP-40), que es enlazado con un vector de iniciación de 24 bits (IV) para formar la clave de tráfico RC4. Al tiempo que el estándar WEP original estaba siendo diseñado, llegaron de parte del gobierno de los Estados Unidos una serie de restricciones en torno a la tecnología criptográfica, limitando el tamaño de clave. Una vez que las restricciones fueron levantadas, todos los principales fabricantes poco a poco fueron implementando un protocolo WEP extendido de 128 bits usando un tamaño de clave de 104 bits (WEP-104).
Una clave WEP de 128 bits consiste casi siempre en una cadena de 26 caracteres hexadecimales (0-9, a-f) introducidos por el usuario. Cada carácter representa 4 bits de la clave (4 x 26 = 104 bits). Añadiendo el IV de 24 bits obtenemos lo que conocemos como “Clave WEP de 128 bits”. Un sistema WEP de 256 bits está disponible para algunos desarrolladores, y como en el sistema anterior, 24 bits de la clave pertenecen a IV, dejando 232 bits para la protección. Consiste generalmente en 58 caracteres hexadecimales. (58 x 4 = 232 bits) + 24 bits IV = 256 bits de protección WEP.
El tamaño de clave no es la única limitación de WEP. Crackear una clave larga requiere interceptar más paquetes, pero hay modos de ataque que incrementan el tráfico necesario. Hay otras debilidades en WEP, como por ejemplo la posibilidad de colisión de IV’s o los paquetes alterados, problemas que no se solucionan con claves más largas.

## Autenticación
En el sistema WEP se pueden utilizar dos métodos de autenticación: Sistema Abierto y Clave Compartida.
Para más claridad hablaremos de la autenticación WEP en el modo de Infraestructura (por ejemplo, entre un cliente WLAN y un Punto de Acceso), pero se puede aplicar también al modo Ad hoc.
Autenticación de Sistema Abierto: el cliente WLAN no se tiene que identificar en el Punto de Acceso durante la autenticación. Así, cualquier cliente, independientemente de su clave WEP, puede verificarse en el Punto de Acceso y luego intentar conectarse. En efecto, la no autenticación (en el sentido estricto del término) ocurre. Después de la autenticación y la asociación, el sistema WEP puede ser usado para cifrar los paquetes de datos. En este punto, el cliente tiene que tener las claves correctas.
Autenticación mediante Clave Compartida: WEP es usado para la autenticación. Este método se puede dividir en cuatro fases:
1. La estación cliente envía una petición de autenticación al Punto de Acceso.
2. El punto de acceso envía de vuelta un reto en texto claro.
3. El cliente tiene que cifrar el texto modelo usando la clave WEP ya configurada, y reenviarlo al Punto de Acceso en otra petición de autenticación.
4. El Punto de Acceso descifra el texto codificado y lo compara con el texto modelo que había enviado. Dependiendo del éxito de esta comparación, el Punto de Acceso envía una confirmación o una denegación. Después de la autenticación y la asociación, WEP puede ser usado para cifrar los paquetes de datos.

A primera vista podría parecer que la autenticación por Clave Compartida es más segura que la autenticación por Sistema Abierto, ya que este no ofrece ninguna autenticación real. Sin embargo, es posible averiguar la clave WEP estática interceptando los cuatro paquetes de cada una de las fases de la autenticación con Clave Compartida. Por lo tanto es aconsejable usar la autenticación de Sistema Abierto para la autenticación WEP (nótese que ambos mecanismos de autenticación son débiles).

## Defectos
El principal problema radica en que no implementa adecuadamente el vector de iniciación del algoritmo RC4, ya que utiliza un enfoque directo y predecible para incrementar el vector de un paquete a otro. Además existe un problema con el tamaño de los vectores de iniciación. A pesar de que se pueden generar muchos vectores, la cantidad de tramas que pasan a través de un punto de acceso es muy grande, lo que hace que rápidamente se encuentren dos mensajes con el mismo vector de iniciación. Conociendo los IV utilizados repetidamente y aplicando técnicas relativamente simples de descifrado puede finalmente vulnerarse la seguridad implementada. Aumentar los tamaños de las claves de cifrado aumenta el tiempo necesario para romperlo, pero no resulta imposible el descifrado.
Para atacar una red Wi-Fi se suelen utilizar los llamados Packet sniffers y los WEP Crackers. Para llevar a cabo este ataque se captura una cantidad de paquetes determinada (dependerá del número de bits de cifrado) mediante la utilización de un Packet sniffer y luego mediante un WEP cracker o key cracker se trata de “romper” el cifrado de la red. Un key cracker es un programa basado generalmente en matemáticas estadísticas que procesa los paquetes capturados para descifrar la clave WEP. Crackear una llave más larga requiere la interceptación de más paquetes, pero hay ataques activos que estimulan el tráfico necesario (envenenadores de ARP).
A pesar de existir otros protocolos de cifrado mucho menos vulnerables y más eficaces, como pueden ser el WPA o el WPA2. WEP es fácil de configurar y cualquier sistema con el estándar 802.11 lo soporta. Sin embargo no ocurre lo mismo con otros protocolos, como WPA, que no es soportado por muchos dispositivos de red antiguos. El hardware moderno pasa entonces a utilizar el modelo de seguridad WEP para ser compatible con hardware de red anterior.

## Evoluciones
Usado para el cifrado de protocolos de Tunneling (por ejemplo IPsec, o Secure SHell) puede proporcionar la transmisión de información segura sobre una red insegura. Sin embargo, las evoluciones de WEP han sido desarrolladas con el objetivo de restaurar la seguridad de la red inalámbrica.

### 802.11i (WPA y WPA2)
La solución recomendada para los problemas de seguridad WEP es cambiar a WPA2 o WPA. Cualquiera es mucho más seguro que WEP. Para utilizar WPA o WPA2, algunos viejos Puntos de Acceso Wi-Fi podrían tener que ser sustituidos o someterlos a una actualización de firmware

### Otras alternativas

#### WEP2
WEP2 usa cifrado y vector de iniciación de 128-bits. Esta mejora de WEP fue presentada tras los primeros modelos 802.11i. Este se podía desarrollar sobre algunos (no todos) tipos de hardware que no eran capaces de manejar WPA o WPA2. Se esperaba que eliminase la deficiencia del duplicado de IV así como ataques a las claves por fuerza bruta. Sin embargo, como todavía se basaba en el algoritmo de cifrado RC4, aún mantenía las mismas vulnerabilidades que WEP.
Después de que quedara claro que el algoritmo WEP era deficiente y requeriría aún más correcciones, tanto WEP2 como el algoritmo original fueron desechados. Las dos longitudes de clave ampliadas formaron lo que más adelante se conocería como TKIP del WPA.

#### WEP Plus
Es una mejora WEP desarrollada por Agere Systems (anteriormente una filial de Lucent Technologies) que mejora la seguridad WEP evitando "IV’s débiles". Este protocolo es completamente eficaz únicamente cuando es usado a ambos extremos de la conexión inalámbrica. Como esto no es fácil de conseguir, representa una seria limitación. Es posible que tarde o temprano se logren ataques con éxito al sistema WEP+. Además no previene necesariamente los ataques de Replay.

#### WEP dinámico
En este caso las claves WEP cambian de forma dinámica. Cada cliente utiliza dos claves: una de asignación y una predeterminada. 
La clave de asignación se comparte entre el cliente y el punto de acceso, y protege las tramas unidifusión. La clave predeterminada es compartida por todos los clientes para proteger las tramas de difusión y multidifusión.
WEP de clave dinámica ofrece ventajas significativas sobre las soluciones de WEP con clave estática. La más importante se refiere a que reduce el ámbito de cada clave. Las claves se utilizan con menos frecuencia y se reduce el compromiso de la clave utilizándola para proteger menos tráfico. Otra ventaja es que a intervalos periódicos las claves se actualizan en el punto de acceso.
Es un sistema distribuido por algunas marcas comerciales como 3Com.
La idea del cambio dinámico se hizo dentro de 802.11i como parte de TKIP, pero no para el actual algoritmo WEP.